# 玄甲
玄甲，即黑铁甲或黑漆铁甲，是中国古代汉朝时期的一种铠甲，多由高级军官、皇帝卫队穿戴。

## 盔甲形制
玄甲具有多种形制。根据1960年内蒙古呼和浩特市郊二十家子汉遗址七区窑穴内发掘的实物可见，其甲身由大长方形甲片编缀，垂缘部分用相对较小的鱼鳞片编缀，胸前开襟用铁钩扣相连，钎（即披膊）与锻铔也是鱼鳞片编缀，但锻铔是固定的，而钎和垂缘部分可伸缩。而在陕西省咸阳市杨家湾汉墓的将军俑中的玄甲只有左部有钎，右部却没有，这种形制的玄甲是真实存在的还是制作陶俑时故意省略的尚不得而知，且该甲甲身由18排鱼鳞形甲片编缀，其余与内蒙古出土实物一致。
此外，骑手所用的玄甲则是在胸背部分编缀甲片。胸甲和背甲在肩部用丝带系连，在腋下也有带子相连，相较于上述的形制更为轻便，所以多用于骑手。

## 使用
玄甲多由高级军官与皇帝卫队等具备一定地位的军人穿戴，是身份地位的象征。普通士卒则多穿着筩袖铠。唐太宗麾下一支精锐部队也被称为玄甲军，尽管其身穿盔甲与汉朝的玄甲并不相同。